# Dipika Chanmugam
Dipika Rukshana Chanmugam (ur. 9 marca 1972) – lankijska pływaczka.
Rozpoczęła karierę w wieku dwunastu lat. 
W 1988 wzięła udział w igrzyskach olimpijskich, na których wystartowała w zawodach na 100 i 200 metrów stylem klasycznym i 200 m stylem zmiennym. Na 100 m stylem klasycznym odpadła w pierwszej rundzie, zajmując 6. miejsce w swoim wyścigu eliminacyjnym z czasem 1:20,18. W klasyfikacji generalnej uplasowała się na 38. pozycji. Na dystansie dwukrotnie dłuższym także zakończyła rywalizację w pierwszej rundzie, zajmując ostatnią, 3. lokatę w swoim wyścigu eliminacyjnym z czasem 2:51,60. W końcowej klasyfikacji była 42., ostatnia spośród zawodniczek, które zostały sklasyfikowane. Na 200 m stylem zmiennym również odpadła w pierwszej rundzie zajmując 3. miejsce w swoim wyścigu eliminacyjnym z czasem 2:33,58. W ostatecznej klasyfikacji uplasowała się na 31. pozycji. Jest najmłodszym lankijskim olimpijczykiem oraz pierwszą w historii kobietą reprezentującą Sri Lankę na igrzyskach olimpijskich.
W 1989 pobiła sześć rekordów kraju. 
W 1991 zdobyła siedem złotych medali na igrzyskach Azji Południowej.

## Życie prywatne
W 1990 ukończyła liceum na Hawajach. Jej matką jest Oosha Chanmugam (z domu de Saram), która także była pływaczką, a ojcem – Neil Chanmugam (1940-2014), który uprawiał krykiet. Jest najmłodszym dzieckiem tej pary. Jej ciotką jest Tara Bolling (z d. de Saram), która również była pływaczką. Jest szwagierką lankijskiego strzelca, olimpijczyka – Zala Chitty′ego.